# Steppenwaldmaus
Die Steppenwaldmaus (Apodemus witherbyi) ist ein in Osteuropa und Vorderasien verbreitetes Nagetier in der Gattung der Waldmäuse. Die Population wurde zeitweilig als Unterart oder Synonym anderer Waldmäuse, wie der gewöhnlichen Waldmaus (Apodemus sylvaticus) geführt. In manchen älteren Werken kommt der wissenschaftliche Name Apodemus arianus für diese Art vor.  Das zuerst mit diesem Namen beschriebene Exemplar entspricht jedoch der Gelbhalsmaus (Apodemus flavicollis). Eine genetische Studie von 2015 zeigte, dass die Steppenwaldmaus das Schwestertaxon zu einer Entwicklungslinie aus Zwergwaldmaus, Gelbhalsmaus, Kaukasus-Waldmaus und Ward-Waldmaus ist.

## Merkmale
Mit einer Kopf-Rumpf-Länge von 77 bis 110 mm, einer Schwanzlänge von 75 bis 115 mm und einem Gewicht von 16 bis 34 g ist die Art eine mittelgroße und schlanke Waldmaus. Die Hinterfüße sind 19 bis 24 mm lang und die Länge der Ohren beträgt 14 bis 18 mm. Es besteht eine deutliche Grenze zwischen dem gelbbraunen bis mittelbraunen Fell der Oberseite und dem weißen Fell der Unterseite. Weiterhin ist der Schwanz oberseits dunkel und unterseits hell. Der diploide Chromosomensatz enthält 48 Chromosomen (2n=48).

## Verbreitung
Das Verbreitungsgebiet reicht vom Südosten der Ukraine, vom nördlichen russischen Vorland des Kaukasus, von östlichen Inseln Griechenlands sowie vom Norden Israels und Jordaniens über die Türkei, Libanon, den Westens Syriens, Georgien, Armenien, Aserbaidschan und Iran bis nach Pakistan und Turkmenistan. Möglicherweise werden Irak und Afghanistan erreicht. Die Steppenwaldmaus lebt im Flachland und im Gebirge bis 2100 Meter Höhe oder etwas höher. Sie kann sich nicht in gänzlich offenen Steppen ohne Büsche aufhalten. Dieses Nagetier bewohnt Mischwälder, Nadelwälder mit Zedern und Buschland. Typische Pflanzen des Unterwuchses zählen zu den Gattungen Artemisia, Pistazien oder Prunus oder.

## Lebensweise
Die Exemplare halten sich auf dem Boden auf und gehen nachts auf Nahrungssuche. Sie fressen vorwiegend Pflanzensamen und Eicheln, die mit Früchten, Blüten, Stängeln, Pilzen sowie Insekten, Schnecken und Regenwürmern komplettiert werden. Vermutlich erfolgt die Geburt der meisten Nachkommen im Frühjahr und Sommer. Pro Wurf kommen bis zu sieben Neugeborene vor.

## Gefährdung
Die IUCN listet die Steppenwaldmaus als nicht gefährdet (least concern), da keine Bedrohungen bekannt sind und da die Art häufig angetroffen wird.